# Mattimeo
Mattimeo är en roman från 1989, författad av Brian Jacques. Som direkt uppföljare till Cluny Gisslaren  är Mattimeo den tredje boken i serien Redwall som handlar om antropomorfiska djur. Boken trycktes i Sverige år 2000 och var då till skillnad från det enhetliga originalet uppdelad i två volymer: Mattimeo - Slagar den Grymme och Mattimeo - General Järnnäbb. Lutras Pärlor är en kronologisk efterföljare till Mattimeo.

## Handling

### Slagar den Grymme
Musungen Mattimeo är son till krigaren Matthias, som för åtta årstider sedan räddade klostret Redwall från den onde krigsherren Cluny Gisslaren. Nu lever klosterinvånarna återigen i en era av fred, och här framställs den livlige Mattimeo som en bråkstake. Precis som sin far är han en modig själ som inte får utrymme att visa sitt mod på det fredliga klostret. 
Under ett sommarfirande på klostret anländer ett sällskap av rävar, råttor, illrar och vesslor, utklädda till skojare och underhållare. Vad djuren på Redwall inte vet är att dessa anförs av slavhandlaren Slagar den Grymme, en illistig räv. I sina förklädnader drogar de djuren på klostret och kidnappar fem av barnen innan de försvinner in i Mossblommeskogen. När Mattimeo, Sam Ekorre, Cynthia Vattensork och tvillingarna Tim och Tess Kyrkmus vaknar upp finner de sig fastkedjade vid ett slavled som Slagar hänsynslöst driver. Klosterbarnen blir vän med två andra slavar, grävlingen Auma och igelkotten Jubel, och Mattimeo blir den självklare ledaren för denna rebelliska grupp som planerar att fly.
När djuren på klostret vaknar efter att ha blivit drogade under festen upptäcker de till sin stora sorg att två av deras vänner har blivit mördade av Slagars anhang och att barnen blivit kidnappade. Matthias ger sig av från klostret för att leta efter sin son och de andra barnen, och får sällskap av Basil Hjort Hare och Jess Ekorre. På vägen ansluter sig Aumas far Orlando med Yxan, Jubels far Jabez Stubbe, samt en utterunge vid namn Freck till deras sällskap.
Mattimeo och hans vänner färdas långt in i Mossblommeskogen med slavledet och deras slavdrivare. De får ett tillfälle att fly, men samtidigt fastnar deras föräldrar i Slagars fälla och när barnen försöker rädda sina föräldrar blir de åter infångade av Slagar. Mattimeo får reda på att Slagar egentligen är räven Fähund som åtta årstider tidigare sålde information till Cluny Gisslaren om Redwall, och att han har en personlig vendetta mot Matthias, som han anser bär skulden för sin mors död.

### General Järnnäbb
Medan Redwalls främsta krigare är ute och söker efter de kidnappade barnen belägras klostret av en armé av råkor, skator och kråkor som lyder under General Järnnäbbs befäl. De kvarvarande djuren kämpar tappert mot fågelarmén, men får till största del försöka överlista fåglarna eftersom deras fysiska styrka inte räcker till. Den lilla vattensorken Rollo, Mattimeos mamma Blåklint och fru Kyrkmus lyckas skrämma iväg majoriteten av kråkorna från klostret genom att klä ut sig till ett spöke. General Järnnäbb blir sedan dödad av rovfågeln Fella Rödglada.
Under tiden är Matthias och hans vänner nästan ikapp Slagars slavled. De spårar dem till Malkariss, ett underjordiskt kungadöme långt från Redwall, där Slagar planerar att sälja slavarna. Matthias, tillsammans med Basil, Jess, Freck, Orlando och Jabez, tar sig in i Malkariss och släpper slavarna fria, som gör uppror mot slavdrivarna efter årstider av förtryck. Medan striden rasar försöker Slagar fly men förföljs av Matthias och Orlando, som båda vill se honom död för att ha kidnappat och förslavat deras barn. Dock hinner ingen av dem ikapp honom; Slagar är oaktsam i sin panikfyllda flykt och faller mot en säker död i en uttorkad brunn.
Efter att Malkariss kungadöme har störtats tar sig Redwalldjuren hem tillsammans med alla de andra befriade slavarna, som också erbjuds en plats i klostret.